# Удружење радника на интернету
Удружење радника на интернету је синдикат радника на интернету у Србији.

## Историја
Синдикат је формиран крајем 2020. као одговор на предложено реструктурирање пореских и социјалних доприноса, посебно у вези са радом на интернету за стране компаније, због чега би радници ове платформе остали са веома високим дугом. Радници су прво направили Фејсбук страницу са преко 13.000 чланова, а касније и формалну синдикалну структуру.  Захтевали су нову правну дефиницију за раднике платформе у „разумном“ оквиру. 
Прва два велика протеста одржана су 30. децембра и 16. јануара. Касније у јануару, синдикат је контактирао српског заштитника грађана ради преговора са пореском управом. 
Влада је 31. марта објавила да је постигла споразум са синдикатом, који до тада није био јавно укључен у процес.  Стотине радника УРИ камповало је 7. априла испред зграде Скупштине Србије. 
После преговора са владом, који су трајали до априла 2021. године, предлог пореза је донекле измењен, али још увек недовољно да би се испунили захтеви синдиката. За све ово време, синдикат је одбијао понуде за сарадњу од стране неколико српских политичких партија. Добили су подршку два највећа синдиката у Србији. УРИ и влада постигли су договор крајем априла 2021. године. 